# Google Home

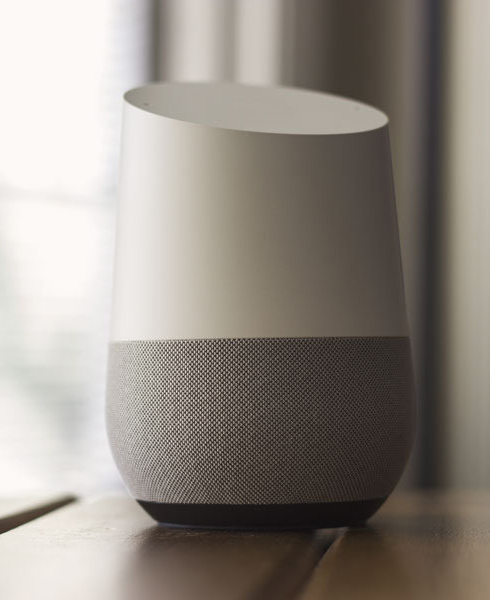
Google Home de sobretaula

Google Home, és una marca d'altaveus intel·ligents desenvolupats per Google. El primer dispositiu es va anunciar el maig de 2016 i es va llançar als Estats Units el novembre de 2016, amb posteriors publicacions a tot el món al llarg del 2017.
Google Home permet als usuaris utilitzar comandes de veu per interactuar amb serveis de l'assistent personal de Google, anomenat Google Assistant. S'integra amb un gran nombre de dispositius, tant de la marca com de tercers. Els dispositius de Google Home també tenen integrada compatibilitat amb la domòtica, permetent als usuaris controlar els electrodomèstics intel·ligents, escoltar música, controlar vídeos i fotos, rebre notícies o controlar dispositius compatibles, solament emprant la seva veu.

## Història
El març de 2016, es van publicar notícies sobre que Google desenvolupava un altaveu sense fils per competir contra l'Amazon Echo. El Google Home va ser presentat oficialment a la conferència de desenvolupadors de la companyia el maig de 2016,on també es va anunciar que Google Home seria compatible amb Google Assistant (una evolució conversacional de Google Now que es pretenia integrar en altres productes anunciats a la conferència).
El 4 d'octubre de 2017, Google va anunciar El Google Home Mini, una variant més petita i menys costosa que va ser llançada el 19 d'octubre de 2017, així com el Google Home Max, una variant més gran i més cara que es va llançar l'11 de desembre de 2017.
Google Home i Home Mini es van comercialitzar a l'Índia des del 10 d'abril de 2018.

## Més informació
- CNET Review (Home)
- CNET Review (Home Mini)